# Гетемюллер, Роуз
Роуз Эйлин Геттемюллер (англ. Rose Eilene Gottemoeller; 24 марта 1953, Колумбус, штат Огайо) — американский дипломат и политолог. С февраля 2012 года — и. о. заместителя госсекретаря США по вопросам контроля над вооружениями и международной безопасности.

## Биография

### Карьера
В 1993—1994 годах служила в Совете национальной безопасности. Затем — заместитель директора Международного института стратегических исследований в Лондоне.
С ноября 1997 года — директор офиса по нераспространению и национальной безопасности министерства энергетики США.
С 2000 года — в Фонде Карнеги. 

2006—2009  — директор московского центра Карнеги.
6 апреля 2009 года была назначена заместителем госсекретаря США по контролю над вооружениями. На посту зам.госсекретаря возглавляла американскую делегацию на переговорах по Договору о мерах по дальнейшему сокращению и ограничению стратегических наступательных вооружений (заключён в апреле 2010 года).
Активный член Демократической партии. Известно, что она выделяла суммы из личного бюджета на предвыборные кампании Х. Клинтон и Б. Обамы.
Преподавала советскую политику в Джорджтаунском университете. Владеет русским языком. Является членом Экспертно-консультативного совета московского Центра политических исследований России.
С октября 2016 по октябрь 2019 года — заместитель генерального секретаря НАТО.

## Награды
- Орден Золотого руна (4 октября 2019 года, Грузия)[2].